# Algoritmo de Earley
El algoritmo de Earley es un algoritmo no determinista de análisis sintáctico para las gramáticas libres de contexto  descrito originalmente por el informático estadounidense Jay Earley en 1970. Se ordena, a los lados de los algoritmos CYK y GLR, entre los algoritmos que usan la noción de reparto (de cálculos y de estructuras) y que construyen todos los análisis posibles de una frase (y no sólo uno de estos análisis). Es uno de los algoritmos no deterministas que usan ideas de la programación dinámica.